# Strandvägen
Strandvägen  (wym. szw. [ˈstrânːdˌvɛːɡɛn]) – bulwar powstały w drugiej połowie XIX wieku w sztokholmskiej dzielnicy Östermalm. Nazywany jest „drogą plażową” i biegnie na wschód od Nybroplan do mostu Djurgården.

## Historia
W połowie XIX wieku Strandvägen było znane jako Ladugårds Strandgata. Była to nieatrakcyjna, błotnista ulica z podupadłymi domami zbudowanymi wzdłuż starego drewnianego nabrzeża. Gdy Nybroviken, nabrzeże znajdujące się po wschodniej stronie ulicy, wymagało naprawy, przedłożono ideę budowy nowego, szerokiego i nowoczesnego nabrzeża, rozciągającego się aż do mostu Djurgården. Plan ten ożywił stary pomysł przekształcenia Ladugårds Strandgata w prestiżowy bulwar Strandvägen. W 1861 – po długich dyskusjach – król Karol XV zatwierdził utworzenie Strandvägen. Celem było zbudowanie ulicy „nieporównywalnej w Europie” i ukończenie jej przed inauguracją Generalnej Wystawy Sztuki i Przemysłu w Sztokholmie w 1897, która odbyła się na wyspie Djurgården.
Budowę zaczęto w 1862, a piętnaście lat później – po posadzeniu trzech rzędów lip – ukończono 35-metrową ulicę. Strandvägen stał się jednym z najbardziej pożądanych adresów w mieście. Deweloperzy budowali ekskluzywne rezydencje, zaprojektowane przez czołowych architektów kraju. Wkrótce wielu zamożnych Szwedów przeprowadziło się na Strandvägen.
Wzdłuż bulwaru znajduje się m.in. zabytkowy obiekt Bünsowska huset, którego projektantem był Isak Gustaf Clasonm, autor Thaveniuska huset i von Rosenska palatset, również znajdujących się na Strandvägen. Bulwar kończy się na łączącym stolicę z wyspą Djurgården moście, który zdobią duże posągi nordyckich bogów.

## Galeria

Galeria
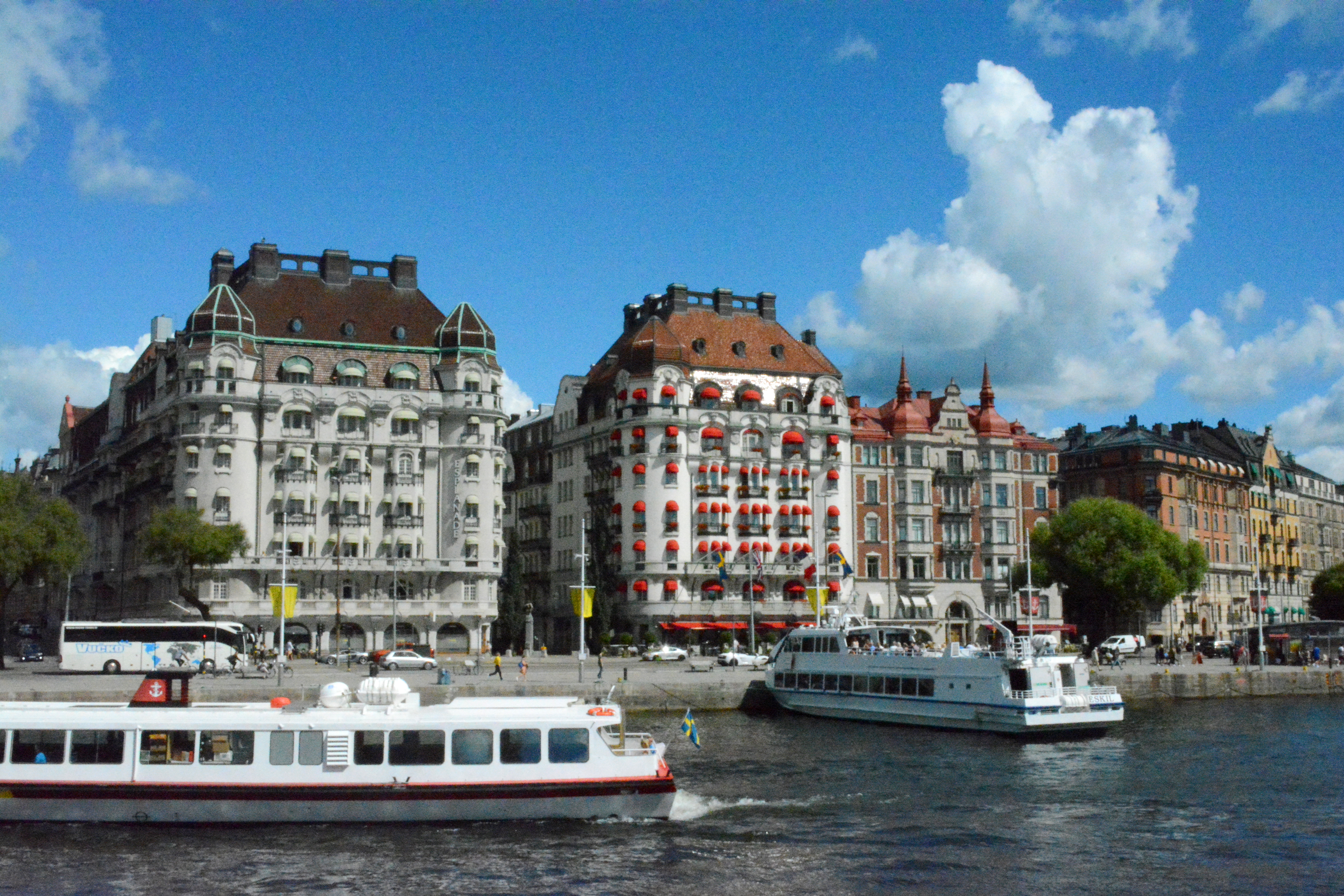
Strandvägen (2012)
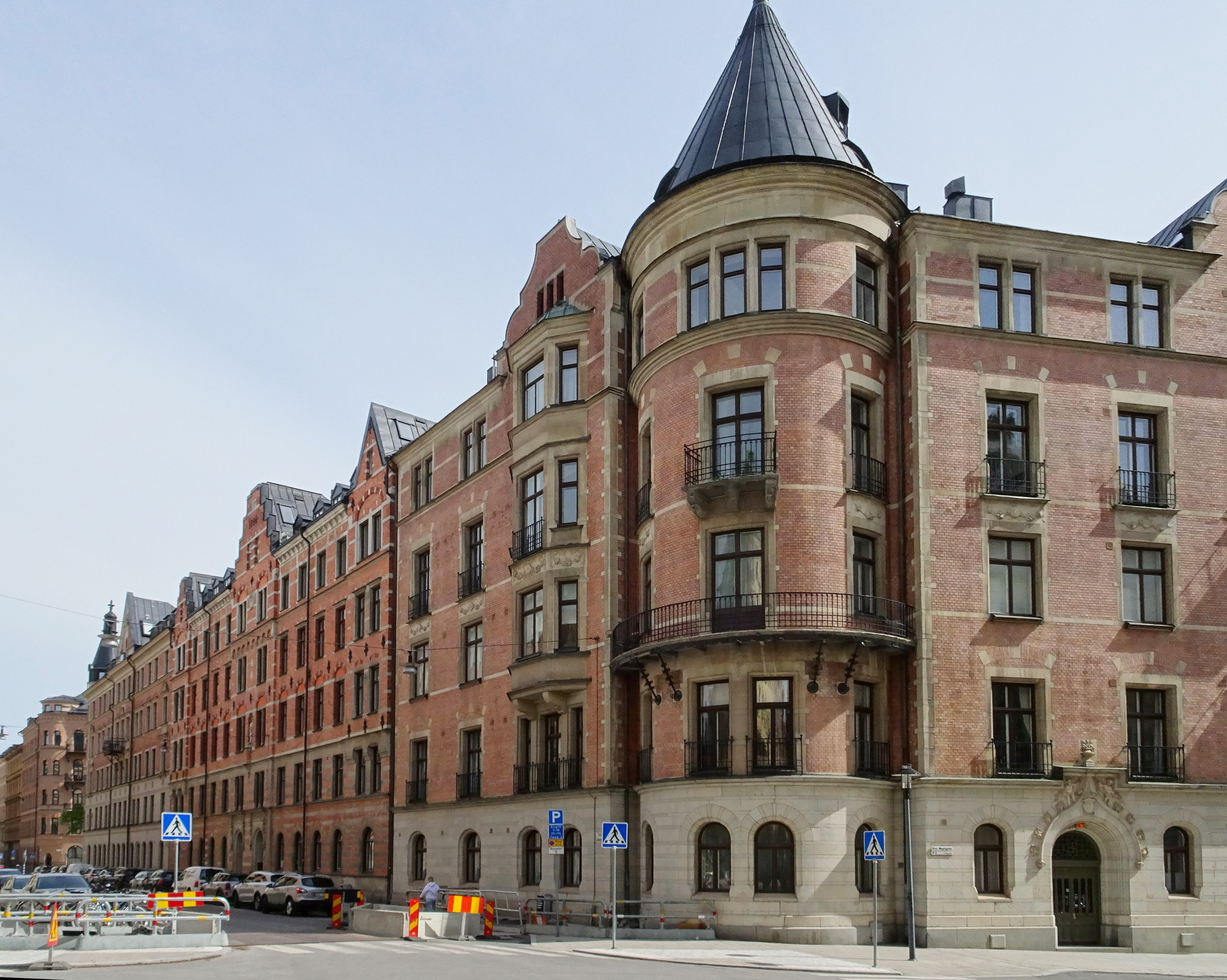
Bünsowska huset (2022)
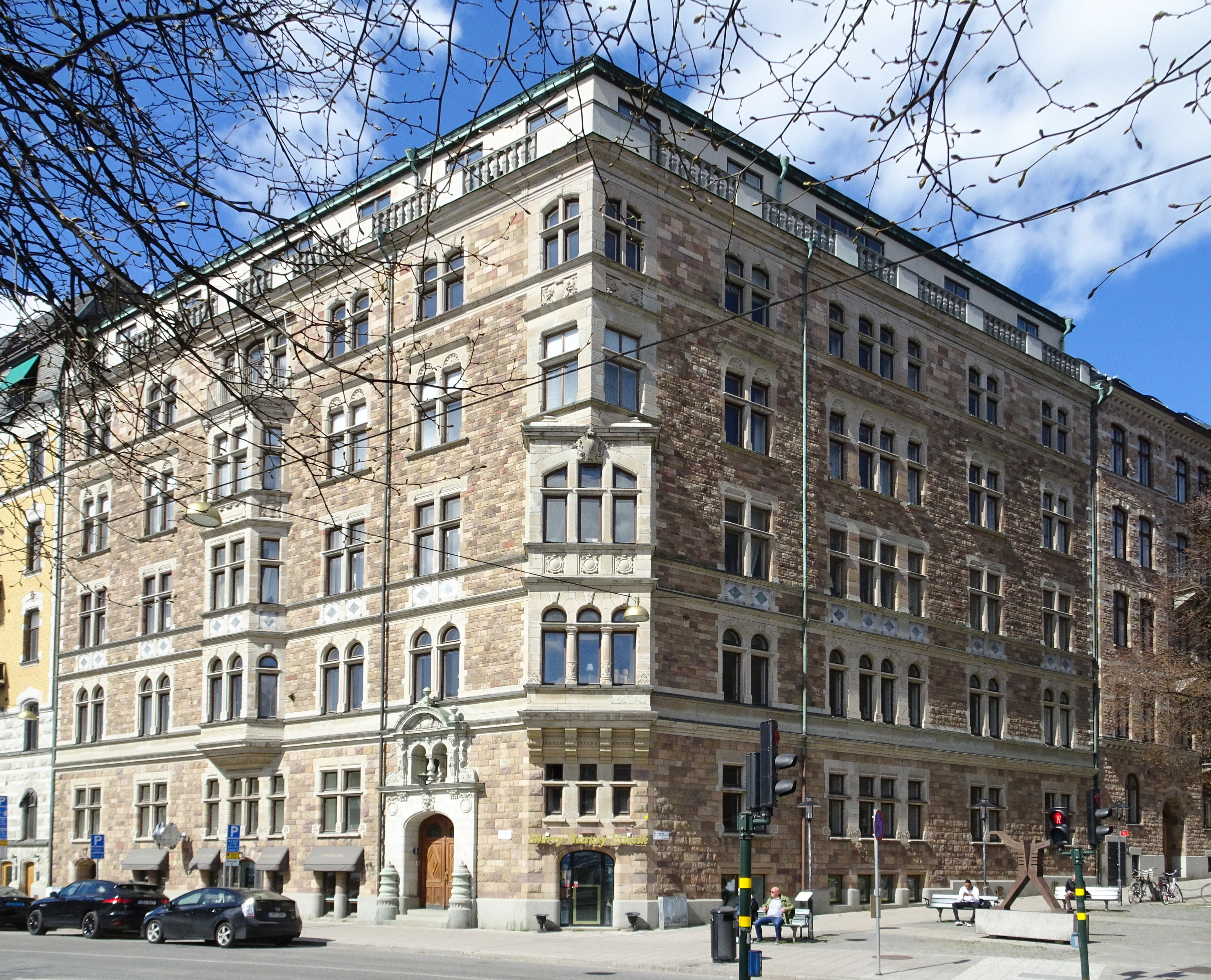
Strandvägen 15 (2022)
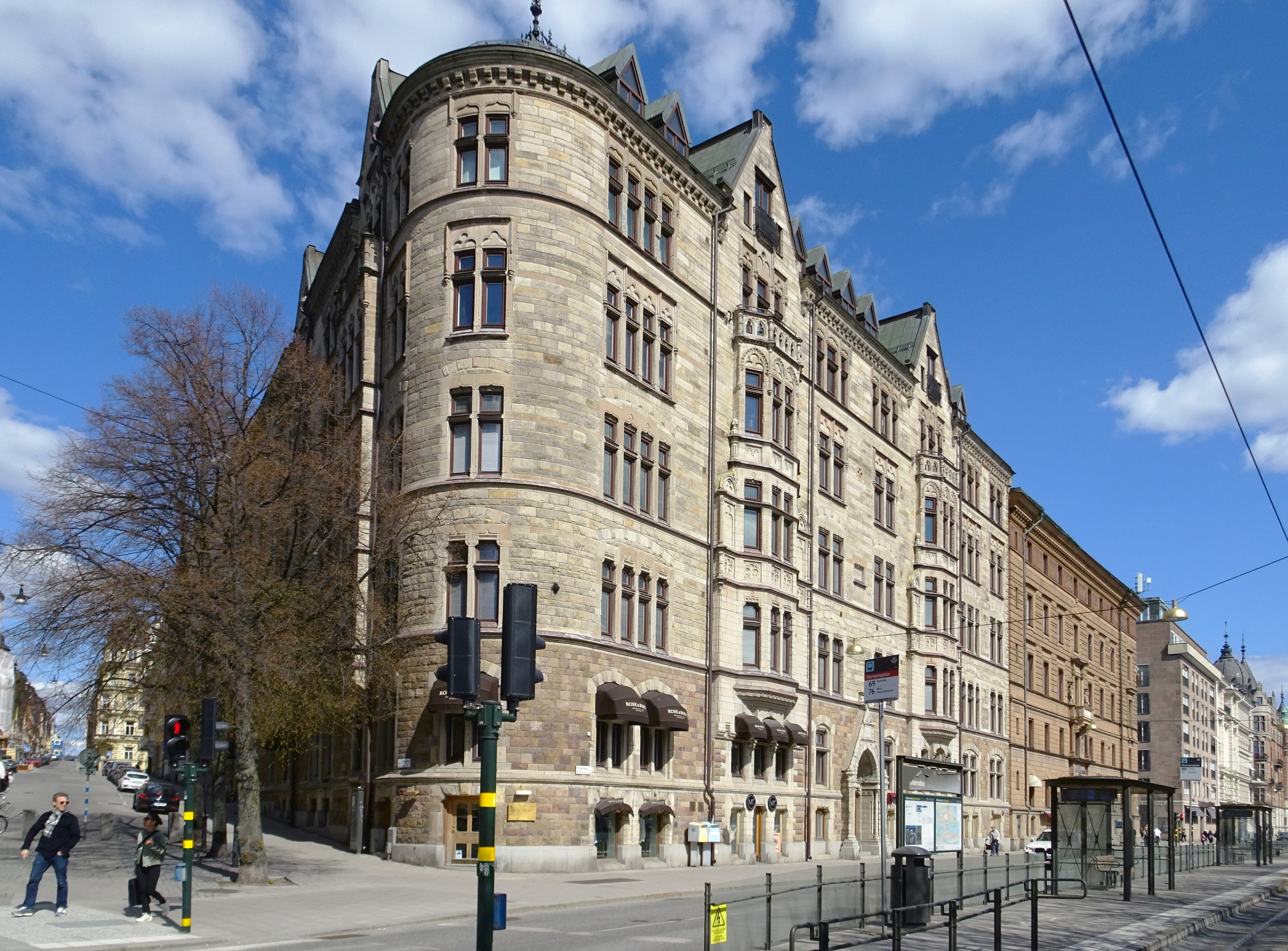
Strandvägen 17 (2022)
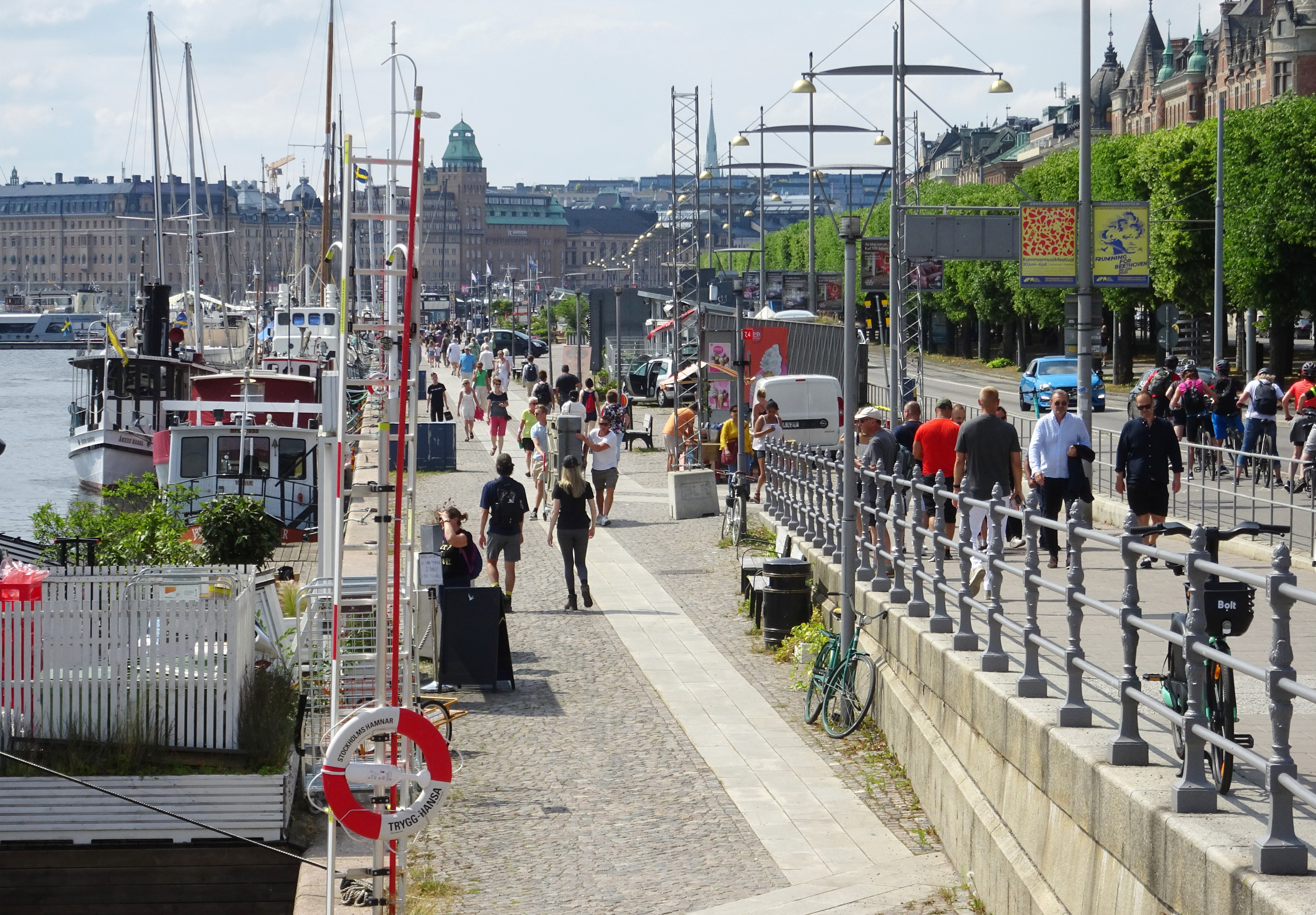
Strandvägen (2022)
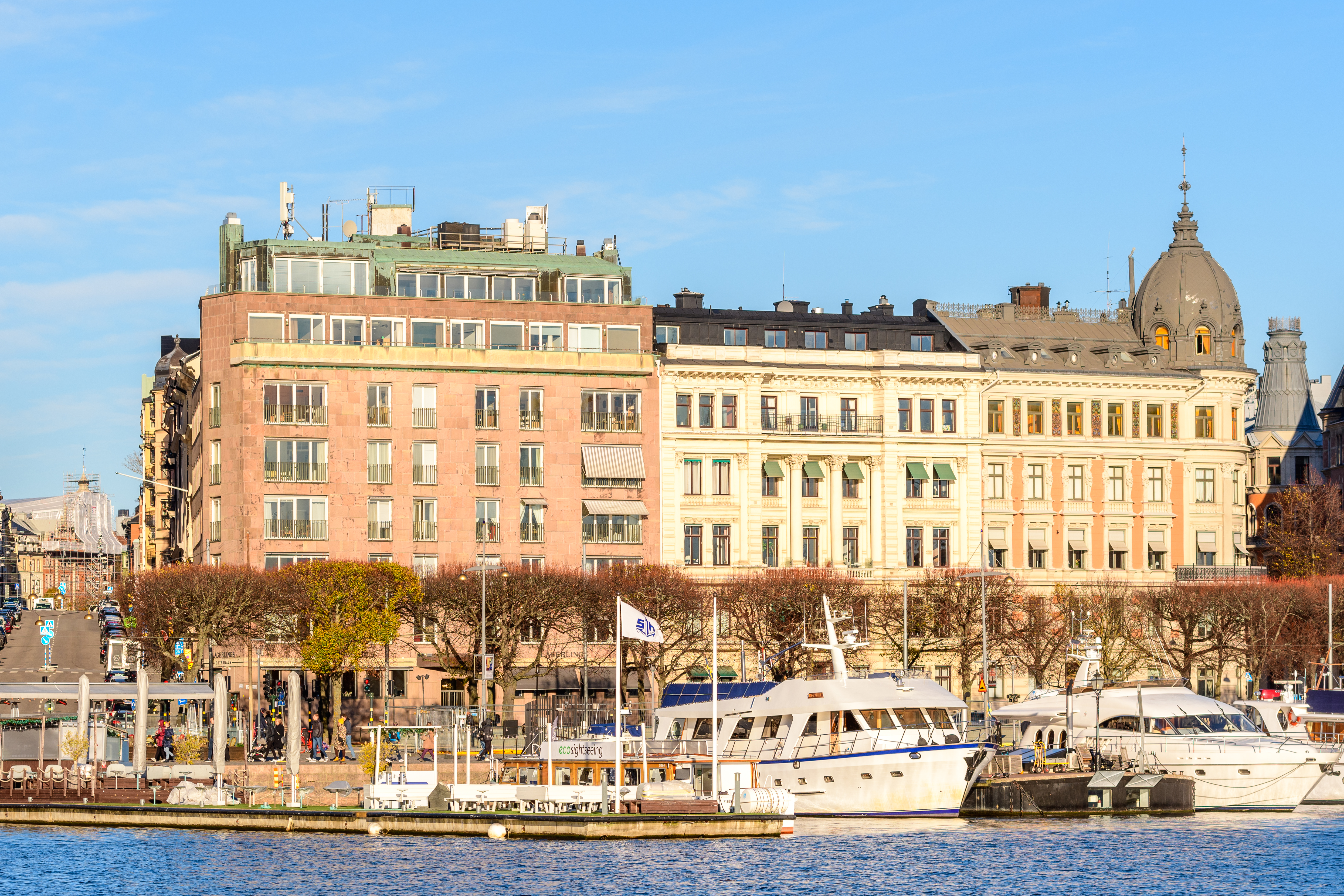
Strandvägen 23-27 (2024)